# Љубомир Бандовић
Љубомир Бандовић (Беране, 8. јул 1976) српски је глумац. Студирао је на Факултету драмских уметности у класи професора Владимира Јевтовића.

## Награде и признања
- Награда за најбољег глумца 31. "Бориних позоришних дана" у Врању за улогу газда Богољуба у представи "Пазарни дан" Атељеа 212[2]
- Гран при Наиса за најбоље глумачко остварење на Филмским сусретима у Нишу за улоге у филмовима "Сестре" и "Непријатељ“, 2011. године[3]
- Награда Зоран Радмиловић за глумачку бравуру, за улогу у представи "Ћеиф", 2008. године[4]
- Награда Вељко Маричић за најбољу епизодну улогу у представи "Разбијени крчаг", 2012. године
- Статуета Ћуран, на Фестивалу комедије у Јагодини, за улогу у представи Клаустрофобична комедија, 2016. године

## Филмографија
| Год.       | Назив                              | Улога                              |
| ---------- | ---------------------------------- | ---------------------------------- |
| 1990-е     |                                    |                                    |
| 1996.      | Горе доле                          | Шеф набавке                        |
| 1999.      | Рањена земља                       |                                    |
| 2000-е     |                                    |                                    |
| 2000.      | Стари врускавац                    |                                    |
| 2002.      | Тридесетдва квадрата               | Милат                              |
| 2002.      | Заједничко путовање                |                                    |
| 2003.      | Илка                               | Кнез Милан Обреновић               |
| 2003.      | Црни Груја                         | Видоје                             |
| 2004.      | Пад у рај                          | силеџија                           |
| 2004.      | Црни Груја 2                       | Станко                             |
| 2004.      | Лифт                               | Возач Светозар                     |
| 2006.      | Апориа                             | Божа                               |
| 2006.      | Синовци                            | мародер                            |
| 2006.      | Сутра ујутру                       | Буре                               |
| 2006.      | Не скрећи са стазе                 | Србин                              |
| 2007.      | Коњи врани                         | Рама                               |
| 2007.      | С. О. С. - Спасите наше душе       | Милан                              |
| 2007.      | Тегла пуна ваздуха                 | Јово                               |
| 2008.      | Љубав и други злочини              | Никола                             |
| 2007—2008. | Вратиће се роде                    | Аки                                |
| 2008.      | Заборављени умови Србије           | Љубомир Стојановић                 |
| 2008.      | Последња аудијенција               | Драгутин Димитријевић Апис         |
| 2008—2009. | Паре или живот                     | Марун                              |
| 2008.      | Горки плодови                      | Поштар Мића                        |
| 2008.      | Поглед с прозора                   |                                    |
| 2009.      | Роде у магли                       | Аки                                |
| 2009.      | Оно као љубав                      | Брацо                              |
| 2009.      | Свети Георгије убива аждаху        | Баћа                               |
| 2009.      | Неко ме ипак чека                  | Надин муж                          |
| 2009.      | Чекај ме, ја сигурно нећу доћи     | Тодор                              |
| 2010-е     |                                    |                                    |
| 2010.      | Жена са сломљеним носем            | Таксиста Рајко                     |
| 2011.      | Мој рођак са села (серија)         | Андрић                             |
| 2011.      | Непријатељ                         | Сировина                           |
| 2011.      | Наша мала клиника (серија)         | Љубоморни муж                      |
| 2011.      | Сестре                             | Тадија Тасић                       |
| 2011.      | Октобар                            |                                    |
| 2011.      | Албатрос                           | Управник затвора Илија Влах        |
| 2012—2017. | Војна академија (серија)           | Капетан Жарач                      |
| 2012.      | Смрт човека на Балкану             | Полицајац                          |
| 2012.      | My Beautiful Country               |                                    |
| 2012.      | Чекрк                              | Пујо                               |
| 2013.      | Последњи и први                    |                                    |
| 2013.      | Тесна кожа 5                       |                                    |
| 2014—2015. | Будва на пјену од мора             | Бранимир Ђуровић                   |
| 2014—2015. | Луд, збуњен, нормалан              | Куфе                               |
| 2014—2015. | Државни Посао                      | Сава                               |
| 2015.      | Чизмаши                            | Управник Милинчић                  |
| 2014.      | Бранио сам Младу Босну             | Наредник Мурат                     |
| 2015.      | Последњи и први                    | Бата                               |
| 2015.      | Бранио сам Младу Босну (ТВ серија) | Наредник Мурат                     |
| 2016.      | Немој да звоцаш                    | Илија Глишић                       |
| 2018.      | Патуљци са насловних страна        | Сима обезбеђење                    |
| 2018.      | Заспанка за војнике                | Командант                          |
| 2018.      | Убице мог оца                      | Инспектор Богдан                   |
| 2019.      | Такси блуз                         | Жика                               |
| 2019.      | Ујка нови хоризонти                | Интелектуалац                      |
| 2019.      | Асиметрија                         | Мирко                              |
| 2019.      | Екипа                              | Тренер Партизана                   |
| 2020-е     |                                    |                                    |
| 2020.      | Отац                               | Портир у министарству              |
| 2020.      | Јужни ветар (ТВ серија)            | Василије „Вајо” Ђурашиновић        |
| 2020.      | Хотел Београд                      | Душан                              |
| 2020.      | Име народа                         | Светозар Милетић                   |
| 2020.      | Име народа                         | Светозар Милетић                   |
| 2020.      | Кости                              | Инспектор Џајић                    |
| 2021.      | Једини излаз                       | Инспектор Дејан Штрбац             |
| 2021.      | Породица (мини-серија)             | Костић                             |
| 2021.      | Нечиста крв (ТВ серија)            | газда Марко                        |
| 2021.      | Адвокадо                           | Бранимир Бранислав Брана Пундравац |
| 2021—2022. | У загрљају Црне руке               | Драгутин Димитријевић Апис         |
| 2022.      | Бунар (ТВ серија)                  | поп                                |
| 2022.      | Koмедија на три спрата             | Срле                               |
| 2022.      | Гарбура                            | Зоран                              |
| 2022.      | Кључ (филм)                        | Данило                             |
| 2023.      | Пад (ТВ серија)                    | Никола Маслаћ                      |
| 2023.      | Игра судбине                       | Црни                               |
| 2023.      | Немирни (серија)                   | Раша Станковић                     |
| 2023.      | Ко жив, ко мртав                   | Пољак                              |
| 2023.      | Посета (ТВ серија)                 | Славко                             |
| 2023.      | Деца зла                           | судија Бушaтлија                   |
| 2024.      | Кожа (ТВ серија)                   | Гојко Шљивар                       |
| 2024.      | Сабља (ТВ серија)                  | Борис                              |
| 2024.      | Циклус                             |                                    |
| 2024.      | Класа 2                            |                                    |
| 2025.      | Пукотина у леду                    | Драган                             |
| 2025.      | Половни људи                       |                                    |
| 2025.      | Тврђава (серија)                   |                                    |